# Hajvalia
Hajvalia (albanska: Hajvalia, serbiska: Ajvalija) är en ort sydost om Pristina i Kosovo. 1999 byggdes det som skulle komma att benämnas Camp Victoria, den förläggning där de svenska trupperna inom KFOR förlades.

## Sportklubbar

### Fotboll
- KF Hajvalia